# Внешняя политика Сальвадора
Внешняя политика Сальвадора — это общий курс Сальвадора в международных делах. Внешняя политика регулирует отношения Сальвадора с другими государствами. Реализацией этой политики занимается министерство иностранных дел Сальвадора.

## История
27 февраля 1858 года было создано министерство иностранных дел Сальвадора со штаб-квартирой в городе Кохутепеке. В 1859 году к власти в Сальвадоре пришел генерал Херардо Барриос, который распорядился создать Совет министров. Херардо Барриос налаживал отношения с Соединёнными Штатами Америки и Европой, что обеспечило приток в страну квалифицированных специалистов в области науки, образования, географии и торговли. В 1914 году Сальвадор позволил Соединённым Штатам создать военно-морскую базу на своей территории в заливе Фонсека. В 1916 году была сформирована доктрина президента Карлоса Мелендеса, над которой работали сальвадорские дипломаты Франсиско Мартинес Суарес и Рейес Арриета Росси. Так называемая «Доктрина доброжелательного нейтралитета» была направлена на то, чтобы избежать прямого участия страны в Первой мировой войне и таким образом не потерять европейские рынки для экспорта кофе.
С 1931 по 1944 год Сальвадором управлял военный деятель Максимилиано Эрнандес Мартинес, который в 1934 году признал Маньчжоу-го, поддерживал Франсиско Франко во время Гражданской войны в Испании, выражал одобрение идеям Бенито Муссолини и приобретал итальянское вооружение. Максимилиано Эрнандес Мартинес во внешней политике поддерживал нацистскую Германию а руководителем Военного училища Сальвадора был назначен германский офицер. В 1944 году Мартинес ушел в отставку под давлением оппозиции, которую поддерживало политически и финансово правительство Соединённых Штатов Америки.
В 1980-х годах Сальвадор поддерживал нормальные двусторонние дипломатические отношения со странами Центральной Америки, несмотря на общую напряженность в регионе, неоднозначную политику сандинистов в Никарагуа и длительные споры с Гондурасом. Отношения Сальвадора с Гватемалой и Коста-Рикой отличались стабильностью. Между Никарагуа и Сальвадором был идеологический конфликт, так как правительства обеих стран придерживались разных взглядов на основные мировые события. В 1969 году Сальвадор и Гондурас были в состоянии войны, что впоследствии препятствовало установлению установлению тесных политических связей. Эти страны испытывали разногласия о статусе морской границы в заливе Фонсека и решили урегулировать территориальный спор в Международном Суде. В сентябре 1992 года Международный суд присудил большую часть спорной территории Гондурасу. В январе 1998 года Гондурас и Сальвадор подписали договор о демаркации границы в соответствии с решением Международного Суда.

## Международное сотрудничество
Сальвадор является членом Организации Объединённых Наций и ряда ее специализированных учреждений, Организации американских государств (ОАГ), Центральноамериканского общего рынка (ЦАКМ), Центральноамериканского парламента и Центральноамериканской системы интеграции (СИКА). Сальвадор активно участвует в Комиссии по безопасности в Центральной Америке, деятельность которой направлена на обеспечение контроля над вооружениями. С 2002 по 2003 год Сальвадор был председателем координационного органа по борьбе с терроризмом в ОАГ. Сальвадор является членом Всемирной торговой организации и подписал соглашения о свободной торговле с другими странами региона.